# Individuell zurechenbare öffentliche Leistung
Individuell zurechenbare öffentliche Leistung ist ein Begriff aus dem  deutschen Verwaltungsrecht. Er bezeichnet im Gebührenrecht des Bundes und der Länder einen Tatbestand, der zur Erhebung von Verwaltungsgebühren und Auslagen berechtigt.
Individuell zurechenbare öffentliche Leistungen können sein:
- in Ausübung hoheitlicher Befugnisse erbrachte Handlungen (Verwaltungsakte)
- die Ermöglichung der Inanspruchnahme von vom jeweiligen Gebührengläubiger unterhaltenen Einrichtungen und Anlagen soweit die Ermöglichung der Inanspruchnahme öffentlich-rechtlich geregelt ist
- Überwachungsmaßnahmen, Prüfungen und Untersuchungen sowie
- sonstige Handlungen, die im Rahmen einer öffentlich-rechtlichen Verwaltungstätigkeit erbracht werden,

soweit ihnen Außenwirkung zukommt.
Individuell zurechenbar ist eine Leistung, die beantragt oder sonst willentlich in Anspruch genommen wird, zu Gunsten des von der Leistung Betroffenen erbracht wird, durch diesen veranlasst wurde oder bei der ein Anknüpfungspunkt im Pflichtenkreis des von der Leistung Betroffenen rechtlich begründet ist.